# 下條正男
下條 正男（しもじょう まさお、1950年（昭和25年） - ）は、日本の歴史学者。拓殖大学国際学部教授（朝鮮半島の歴史と文化）、島根県庁「竹島問題研究会」座長。 竹島に関する研究で知られる。

## 略歴
長野県生まれ。國學院大學大学院博士課程満期退学。三星総合研修院主任講師・仁川大学校客員教授を経て1999年（平成11年）より拓殖大学国際開発研究所教授、2000年（平成12年）、同大国際学部教授。
2010年（平成22年）3月には、日本教職員組合に加盟する北海道教職員組合の「竹島は韓国領である」とする見解に関して、維新政党・新風とともに公開質問状を送付した。
2011年7月31日、竹島調査のために鬱陵島を視察する予定で韓国へ入国しようとしたが、仁川空港到着時の入国審査で入国を拒否された。
2016年　内閣府認証　特定非営利活動法人日本領土領海戦略会議名誉顧問

## 著書
- 『日韓・歴史克服への道』展転社、1999年8月。ISBN 4-88656-165-9。
- 『竹島は日韓どちらのものか』文藝春秋〈文春新書〉、2004年4月。ISBN 4-16-660377-9。
- 『「竹島」その歴史と領土問題』竹島・北方領土返還要求運動島根県民会議、2005年3月。
- 『発信竹島　真の日韓親善に向けて　下條正男・拓殖大学教授に聞く』山陰中央新報社、2006年7月。ISBN 4-87903-124-0。
- 『竹島vs独島　日本人が知らない「竹島問題」の核心』ワニブックス新書 2021年

### 共著・編著・共編著
- 渡辺利夫 編『国際開発学入門』弘文堂、2001年6月。ISBN 4-335-45019-2。
- 下條正男ほか『知っていますか、日本の島』自由国民社〈虎ノ門dojoブックス〉、2002年12月。ISBN 4-426-12104-3。
- 中澤孝之、日暮高則・下條正男『図解島国ニッポンの領土問題　激怒する隣国、無関心な日本』東洋経済新報社、2005年8月。ISBN 4-492-21154-3。
- 岩下明裕・北海道大学スラブ研究センター 編『国境・誰がこの線を引いたのか　日本とユーラシア』北海道大学出版会〈スラブ・ユーラシア叢書1〉、2006年6月。ISBN 4-8329-6661-8。

## 参照
1. ↑  “<維新政党・新風>お知らせ:「竹島は韓国領である」とする北海道教職員組合に対する公開質問状”. 維新政党・新風. (2010年3月15日) 2010年3月15日閲覧。
2. ↑  “自民党議員らの韓国・鬱陵島視察団に同行予定の大学教授、韓国への入国を拒否され帰国”. FNN. (2011年8月1日) 2011年8月2日閲覧。